# Tourco rougegorge
Scelorchilus rubecula
Espèce
Répartition géographique
Statut de conservation UICN

 LC  : Préoccupation mineure
Le Tourco rougegorge (Scelorchilus rubecula), appelé localement Chucao, est une espèce d'oiseau de la famille des Rhinocryptidae.

## Description

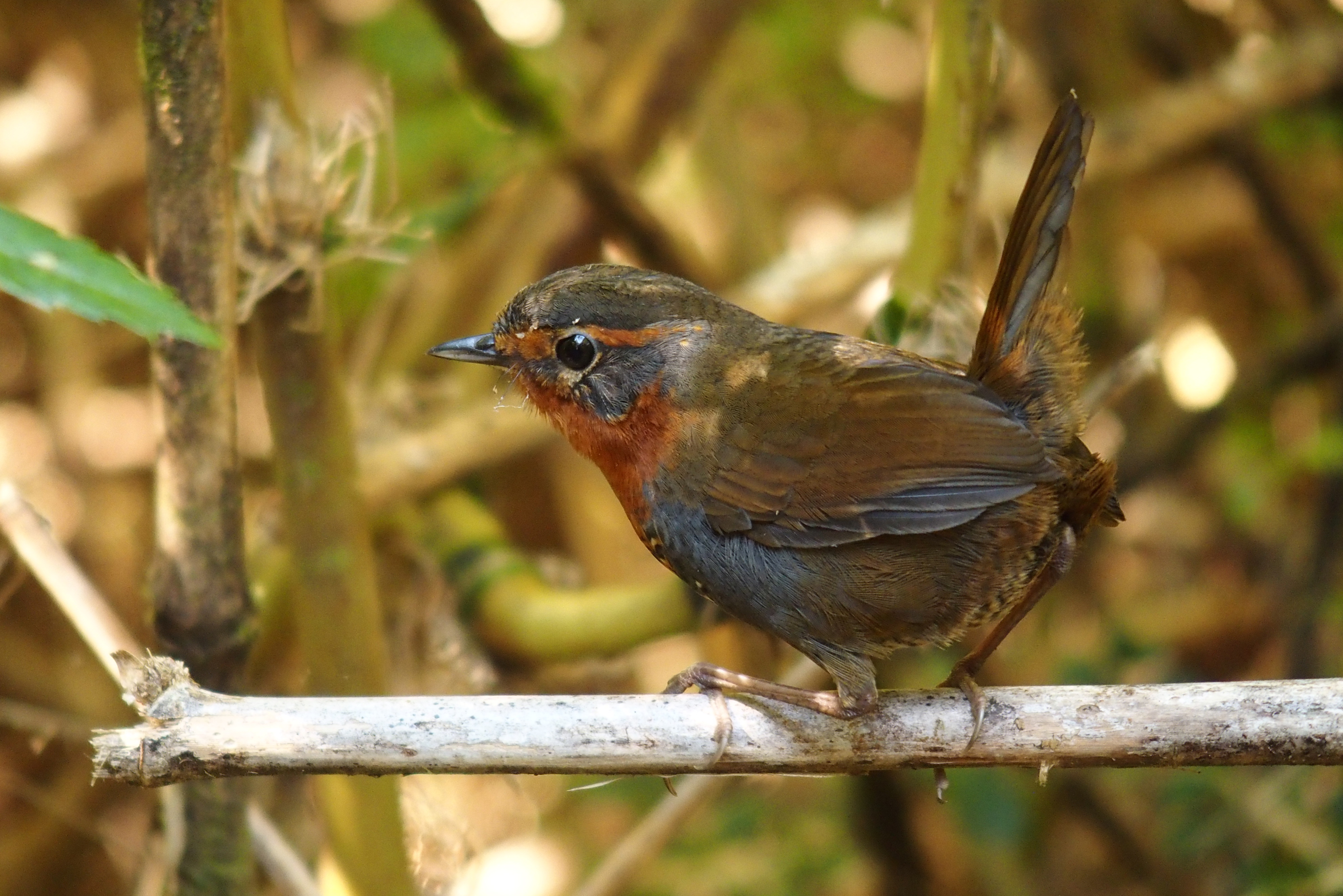

Le chucao tapaculo mesure de 18,5 à 19 cm de long. Trois spécimens de sexe inconnu pesaient 42,6 à 45,4 g et un seul spécimen mâle pesait 53,7 g . L'adulte est brun foncé dessus ; une grande partie du visage, de la gorge et du haut de la poitrine sont roux. Le reste de la poitrine est gris foncé avec des barres blanches et les flancs et le bas-ventre sont brun rougeâtre à brun olive.

## Répartition
Son aire de répartition s'étend sur les forêts tempérées du centre-sud du Chili et sur les zones adjacentes de l'Argentine. Il y a deux sous-espèce. L'espèce nominale Scelorchilus rubecula rubecula se trouve principalement dans le centre du Chili, de la région du Biobío au sud jusqu'à la région d'Aysén et les régions voisines de l'Argentine. Il a parfois été signalé plus au nord et une fois dans l'extrême sud de la province de Magallanes. L'autre sous-espèce, S. r. mochae, se trouve uniquement sur l'île Mocha au large de la côte chilienne.

## Habitat
Le chucao tapaculo est présent du niveau de la mer jusqu'à 1 500 m d'altitude. Son habitat est constitué de forêt tempérée et humides. On le trouve généralement dans les fourrés de bambous Chusquea au sein de la forêt de Nothofagus, mais habite également les forêts secondaires.

## Comportement
Il se déplace par sauts ou par des vols très courts.